# Ivan Vyrypajev
Ivan Aleksandrovitj Vyrypajev (ryska Иван Александрович Вырыпаев; polska: Iwan Aleksandrowicz Wyrypajew), född 3 augusti 1974 i Irkutsk, är en rysk-polsk dramatiker, manusförfattare, skådespelare samt film- och teaterregissör.

## Biografi
Ivan Vyrypajev räknas som en av de främsta samtida ryska dramatikerna som spelats i Storbritannien, Frankrike, Tyskland, Italien, Belgien, Polen, Bulgarien och Sverige. Han utexaminerades från skådespelarutbildningen på Teaterhögskolan i Irkutsk 1995. Därefter arbetade han som skådespelare i Magadan i östra Sibirien och Petropavlovsk-Kamtjatskij på Kamtjatkahalvön innan han 1998 återvände till Irkutsk där han bildade sin egen teatergrupp Espace de jeu (Spelplats). Samtidigt studerade han regi på distans på Boris Tjukins teaterhögskola i Moskva. Som dramatiker debuterade han 1999 med pjäsen Sny (Сны - Drömmar) som spelades på en teaterfestival i Moskva år 2000 med honom själv i en av rollerna. 2001 flyttade han till Moskva där han var med och bildade gruppen Teatr.doc som 2002 var inbjuden till Paris där den framförde Sny. Samma år sattes pjäsen upp på Royal Court Theatre i London i regi av Declan Donnellan. 2006 var Vyrypajev med och startade gruppen Teatr Praktika i Moskva som han fortfarande (2016) leder. 2007 sattes pjäsen Genesis 2 (Bytie 2 / Бытие 2) upp för Avignonfestivalen. 2006 debuterade han också som filmregissör med filmen Ejforia (Эйфория - Euforia) som tilldelades lilla guldlejonet vid filmfestivalen i Venedig.
2014 satte Teater Galeasen i Stockholm upp Illusioner ( Illuzii / Иллюзии) i översättning av Janina Orlov och regi av Olof Hanson. 2017 satte samma teater upp Omfamningar och 2023 satte de upp Dansen.
Ivan Vyrypajevs dramatik hör hemma inom postdramatisk teater, han arbetar med en uppbruten dramaturgi.